# Sinti
Sinti, auch Sinte, ist die Bezeichnung für eine der Ethnien, die im deutschsprachigen Raum unter dem Sammelbegriff Sinti und Roma zusammengefasst werden. Sie leben in Mittel-, West- und Osteuropa und im nördlichen Italien. In Deutschland ist ihre Anwesenheit bereits seit dem Anfang des 15. Jahrhunderts belegt.

## Bezeichnungen

### Etymologie
Das Ethnonym Sinti (auch Sinte, Sg. m. Sinto; Pl. m. Sinti; Sg. f. Sinti(z)za, Sinta; Pl. f. Sinti(z)ze) ist seit ca. 1100 belegt. Es tritt in den Schriften des arabischen Chronisten al-Maidani auf.
Häufig wird das Wort von dem indischen Fluss Indus abgeleitet. Sindhu ist die Sanskrit-Bezeichnung des Flusses Indus und Sinti soll dann entsprechend ‚Menschen vom Sindhu‘ bedeuten. Auch bei der Annahme, die Herkunft der Sinti sei in der Region um Sukkur zu verorten, und der Ableitung vom Namen des vormals indischen, später zu Pakistan gehörenden Bundesstaates Sindh handelt es sich um eine naheliegende These.

### Sprachgebrauch
Viele Sinti legen Wert darauf, in ihrer eigenständigen Kultur und Ethnie und mit ihrer besonderen Varietät des Sintidikhes/Romnes anerkannt und von Roma-Gruppen unterschieden zu werden. Dieses Abgrenzungsbedürfnis besteht allerdings wechselseitig. Es ist besonders ausgeprägt zwischen den Sinti einerseits und den südosteuropäischen Roma andererseits.
Wenn der Zentralrat Deutscher Sinti und Roma als Spitzenorganisation der Minderheit in Deutschland entgegen dem von der International Roma Union empfohlenen und international weithin etablierten Oberbegriff „Roma“ einen Doppelbegriff verwendet, den er um das Attribut „deutsch“ erweitert, steht dahinter eine Einschränkung auf seit Generationen in Deutschland ansässige Inhaber der deutschen Staatsbürgerschaft, wobei „Sinti die in West- und Mitteleuropa beheimateten Angehörigen der Minderheit, Roma diejenigen ost- und südosteuropäischer Herkunft bezeichnet. Außerhalb des deutschen Sprachraums wird Roma als Name für die gesamte Minderheit verwendet.“ „Deutsche Roma“ soll sich dabei ausschließlich auf die deutschen Nachfahren der in der Mitte des 19. Jahrhunderts nach ihrer Befreiung aus der Leibeigenschaft im Habsburgerreich nach Mitteleuropa migrierten osteuropäischen Roma beziehen, wiewohl auch viele Migranten der jüngeren Generationen inzwischen deutsche Staatsbürger sind. 
Ein Beispiel für das Bedürfnis nach einer über den Begriff „Sinti“ hinausgehenden Binnendifferenzierung ist die Eigenbezeichnung Manusch, die im französischen Sprachraum Manouche lautet. Dabei handelt es sich um ein Wort aus dem Sanskrit, मनुष्य – „Menschheit“. Die Bezeichnung ist seit 1597 erstmals in Europa belegt und hat sich auch als Fremdbezeichnung, insbesondere im Kontext des Gypsy-Jazz als Jazz Manouche etabliert.

## Geschichte

### Mittelalter und Frühe Neuzeit
Es wird allgemein angenommen, dass die Vorfahren der Sinti aufgrund der Angriffe der Umayyaden gegen das Königreich der Sindhi (im heutigen Pakistan) im Jahre 711–713 und des Todes Raja Dahirs, Indien als Kriegsflüchtlinge verlassen haben müssen. Seit dem späten 14. Jahrhundert ist ihre Anwesenheit in Ungarn und seit dem frühen 15. Jahrhundert in Mitteleuropa belegt (1407, Hildesheim). Die Sprache der Sinti zeigt an, dass es sich bei ihnen um die nachweislich älteste in Europa zugewanderte Indische Diaspora handelt.

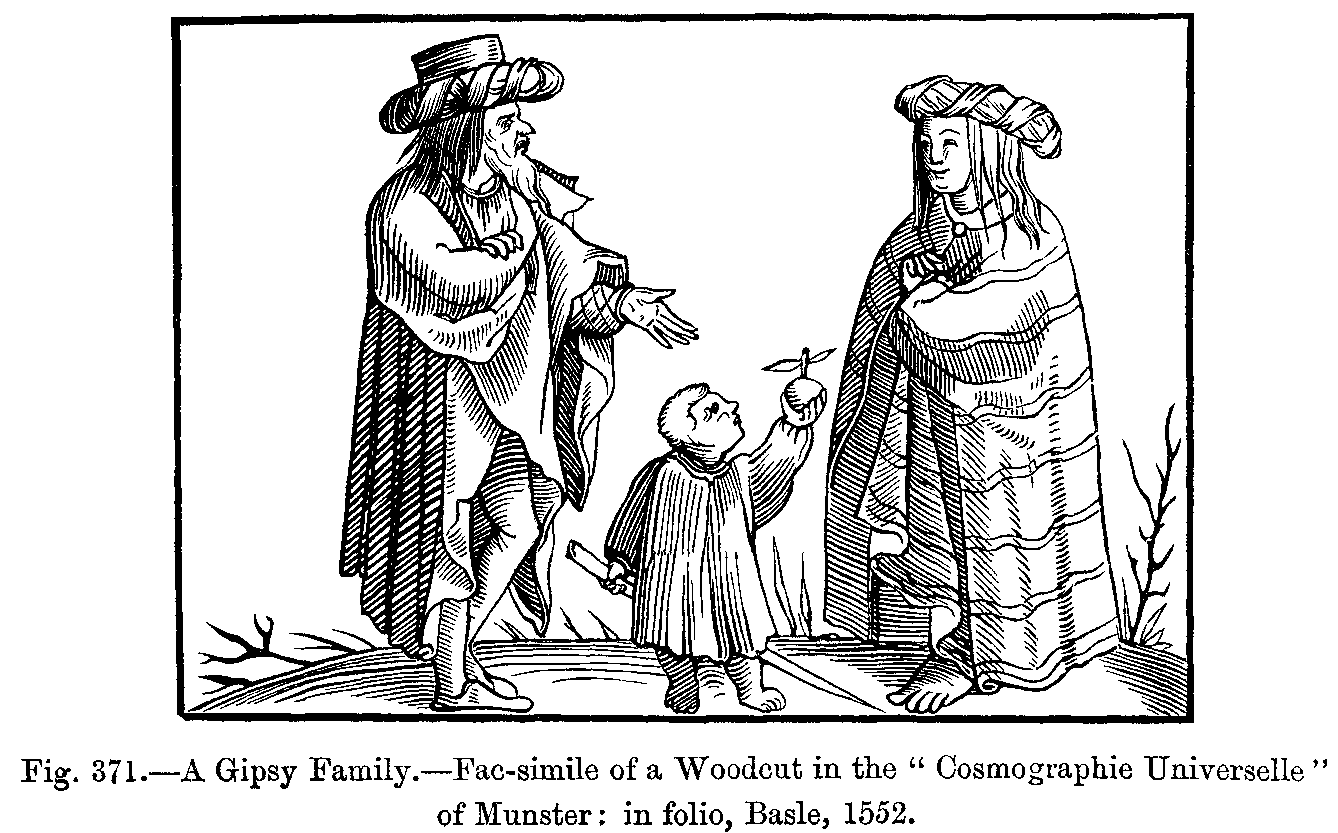
Sebastian Münster, Cosmographia universalis, Basel 1544 oder 1550: Familie von „Zigeunern“/„Heyden“

Nachdem im 15. Jahrhundert Kaiser, Landesherren und Städte den Zuwanderern zunächst Schutzbriefe ausgestellt hatten, damit sie sich ähnlich der jüdischen Minderheit ungehindert bewegen konnten, stellten die Reichstage in Lindau (1496–1497) und Freiburg (1498) sie als angebliche Verräter der Christenheit und Bundesgenossen der muslimischen Türken, als Zauberer und Überträger der Pest außerhalb der Rechtsordnung, verfügten ihren sozialen Ausschluss und erklärten sie für vogelfrei: „Wann … yemandts mit der Tat gegen inen Hanndel furnemen wurde, der sol daran nit gefrevelt noch Unrecht gethan haben“ (1498).

Jacques Callot, Bohémiens, Detail: Soldaten zu Fuß und zu Pferd, ca. 1621

Damit war eine grundsätzliche Umkehr des Reichsverbands, der Reichskreise und der Staaten in der Haltung gegenüber der Minderheit eingeleitet, die allerdings nicht einheitlich vertreten wurde. So wurden auch weiterhin Duldungspapiere ausgegeben. Der Reichstag in Augsburg (1551) kritisierte dies und sprach erneut ein allgemeines Verbot der Duldung und die Vernichtung aller existierenden Pässe aus. Dennoch standen „Heiden“ vor allem als Soldaten mit gesuchter Kompetenz und mitunter auch in der Rolle von Offizieren in den zeitgenössischen Söldnerheeren sowohl unter kaiserlichem als auch unter landesherrlichem Schutz. In den Armeen des 17. und noch des 18. Jahrhunderts bis zur Einführung stehender Untertanenheere waren sie ein selbstverständliches Element. Einige von ihnen sind als hohe Polizeioffiziere („Landesvisitator“, „Landleutnant“ u. a.) bekannt (18. Jh.).
Seit dem Ende des 17. Jahrhunderts nahmen andererseits die bis dahin nur gelegentlich verkündeten Abwehrvorschriften in der Zahl zu und eskalierten in der Schärfe. Mit regelmäßigen Streifungen, mit flächendeckenden ständig erneuerten zahlreichen Aufenthalts-, Betretungs- und Unterstützungsverboten und mit drakonischen Strafandrohungen begann in Mittel- und Westeuropa eine allgemeine Verfolgung der Minderheit, die in den 1720er Jahren ihren Höhepunkt erreichte. Sie zielte auf „Ausrottung“.

Hinrichtung einer „Zigeunerbande“ in Gießen, 1726, als öffentliches Schauspiel

Es bildete sich ein gestuftes Strafsystem heraus, nach dem häufig auf eine erste Ausweisung und den Staupenschlag, bei der zweiten Grenzübertretung die Brandmarkung und beim dritten Mal die Hinrichtung erfolgen sollte. Mit „summarischen“ Prozessen verzichteten die Behörden im Falle von „Zigeunern“ häufig auf die vorgeschriebenen geregelten Verfahren. Kinder waren gezwungen, der Hinrichtung ihrer Eltern – u. U. „am nächsten Baum“ – zuzuschauen, bevor sie über die Grenze getrieben oder Familien der Mehrheitsbevölkerung übergeben wurden. Zwar war alles „herrenlose Gesindel“ rechtlich ausgeschlossen, die Sanktionen gegen „Zigeuner“ und ihnen gleichgestellte „Vagabunden“ aber waren die repressivsten. Gleichzeitig gab es in einigen Territorien Sinti in der Rolle hoher Polizeiverantwortlicher.

Der Sinto Anton (Antoine) La Grave, Landleutnant in Kurmainz, ca. 1730

Während in Frankreich bereits in der ersten Hälfte des 18. Jahrhunderts der Staat angesichts der Erfolglosigkeit seiner bisherigen Sicherheits- und Ordnungspolitik zur Domizilierung der Bohémiens ou Egyptiens überging, galt das in den Staaten des Alten Reichs verbreitete Konzept der „Vertilgung“ bis in die erste Hälfte des 19. Jahrhunderts. Es ist jedoch festzustellen, dass es eine erhebliche Differenz zwischen Normsetzung und Normumsetzung gab. Selbst in den Jahren rücksichtslosester Vorschriften gab es immer zugleich auch die Vergabe von Pässen und Wohlverhaltensattestaten und die grundsätzliche Möglichkeit, als „pardonierter Zigeuner“ in die Mehrheitsgesellschaft zu wechseln. Nachdem „Heiden“ in der staatlich-behördlichen Perspektive in der ersten Hälfte des 18. Jahrhunderts eine angesichts der geringen Größe der Minderheit außerordentliche Rolle gespielt hatten, ließ das sicherheits- und ordnungspolitische Interesse in der zweiten Jahrhunderthälfte stark nach, um im letzten Jahrhundertdrittel weitgehend zu verschwinden.

### Jüngere Geschichte
Mit dem Untergang des Alten Reichs und der Entstehung bürgerlicher Rechtsverhältnisse in den deutschen Staaten erhielten die dort geborenen und lebenden Sinti die jeweilige Staatsbürgerschaft und waren rechtlich allen anderen Staatsbürgern gleichgestellt. Mit der Auflösung der traditionellen Berufsvereinigungen, der Verallgemeinerung der Lohnarbeit und der Einführung der Gewerbefreiheit eröffneten sich einerseits neue Zugangsmöglichkeiten in überkommene wie in neue Tätigkeitsfelder. Andererseits zerstörten die industrielle Warenproduktion und die mit ihr einhergehenden Verteilungsformen Erwerbsmöglichkeiten. Mit der Reform des Niederlassungsrechts um die Mitte des 19. Jahrhunderts wurde es zum einen zumindest formalrechtlich möglich, die Dauermigration zu beenden. Zum anderen erleichterte die Freizügigkeit die Migration. Zugleich erhöhte sie allgemein die Mobilität und verschärfte die Konkurrenz der Erwerbsmigranten. Viele Familien wechselten – vermehrt im späteren Verlauf des Jahrhunderts und nicht zuletzt angesichts einer zunehmenden Repression – mehr oder weniger unauffällig in eine ortsfeste oder teilweise ortsfeste Lebensweise. In Preußen waren Roma und Sinti um die Mitte der 1880er Jahre „überwiegend sesshaft“.
Der Reichsgründung 1871 folgte eine Wiederentdeckung der jetzt so genannten „Zigeunerplage“ und ein „Umschwung“ (Fricke) zu erneuter und eskalierender Verfolgung. Es kam zu einem kräftigen Wiederaufleben antiziganistischer Inhalte in Medien und Politik. Unterschieden wurde nun zwischen „inländischen“ und „ausländischen Zigeunern“. Während es sich bei ersteren vor allem um die lange in Deutschland beheimateten Sinti handelte, waren die zweiten in hohem Maße jene Roma, die nach der Jahrhundertmitte im Gefolge der Zigeunerbefreiung im Habsburger Reich Südosteuropa verlassen hatten und nach Mitteleuropa migriert waren. 1899 wurde in München als polizeiliche Datensammelstelle eine Reichszentrale zur „Zigeunerbekämpfung“ eingerichtet. Sie verfügte 1926 über die biografischen Daten, Fotos und Fingerabdrücke von 14.000 Personen. Nach der Jahrhundertwende beendete offenes Sonderrecht die Phase der rechtlichen Gleichstellung. In Preußen erging am 17. Februar 1906 die restriktive und repressive „Anweisung zur Bekämpfung des Zigeunerwesens“, die von anderen deutschen Ländern übernommen wurde. Während „Zigeuner“ ohne deutsche Staatsbürgerschaft auszuweisen waren, sollten die deutschen sesshaft gemacht werden. Dem dienten Maßnahmen wie die Überweisung der Kinder in Fürsorgeerziehung, die Verweigerung von Wandergewerbescheinen oder Einschränkungen beim Lagern. Die „Anweisungen“, 1924 erneuert, blieben jahrzehntelang maßgebliche Richtlinie.

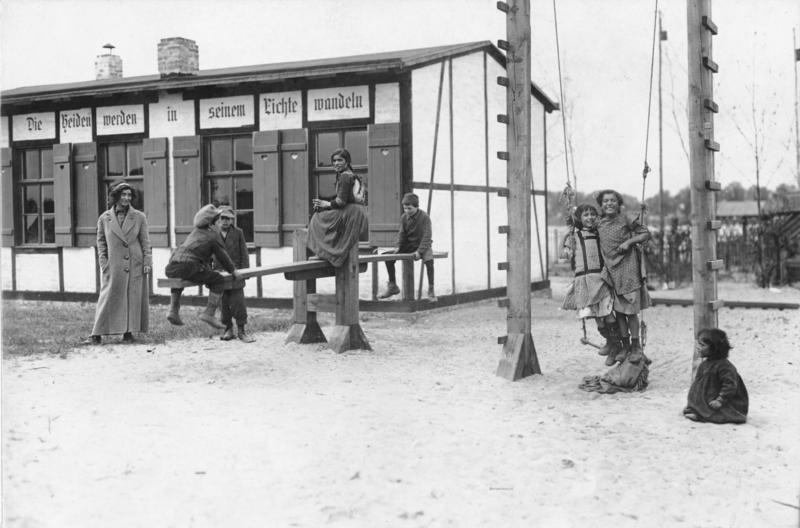
„Zigeunermission“ der Berliner Stadtmission mit dem Bibelspruch „Die Heiden werden in seinem Lichte wandeln“ Jesaja 60:3, Foto um 1913

Am 16. Juli 1926 wurde im Freistaat Bayern das „Gesetz zur Bekämpfung von Zigeunern, Landfahrern und Arbeitsscheuen“ verabschiedet. Ausführungsbestimmungen und zeitgenössische Fachkommentare belegen seine kriminalpräventive Funktion, d. h. die genannten Fallgruppen galten als per se kriminell. Die Unterscheidung zwischen „Zigeunern“ und „Landfahrern“ beruhte auf einem rassistischen und völkischen Grundverständnis, ein in der Normierung neues Element: „Die Rassenkunde gibt darüber Aufschluss, wer als Zigeuner anzusehen ist.“ Ein Runderlass des preußischen Innenministeriums vom 3. November 1927 ordnete die Abnahme von Fingerabdrücken bei „allen nichtseßhaften Zigeunern und nach Zigeunerart umherziehenden Personen“ an. Wer über 18 war, musste sich für eine „Bescheinigung“ fotografieren lassen, die die Funktion eines Sonderausweises bekam. Weitere Fotos gingen mit den Fingerabdrücken an die besagte „Zigeunerpolizeistelle München“. Das bayerische Gesetz von 1926 wurde zur Vorlage für das von dem sozialdemokratischen Innenminister Wilhelm Leuschner des Volksstaats Hessen vorgelegte und am 3. April 1929 verabschiedete „Gesetz zur Bekämpfung des Zigeunerunwesens“. In diesem Fall wie generell wurden die Exklusionsmaßnahmen gegen „Zigeuner“ und „Landfahrer“ – von „Arbeitsscheuen“ war in Hessen nicht die Rede – von allen Parteien mit Ausnahme der KPD befürwortet, die das Gesetz als verfassungswidrig ablehnte.
In vielen Orten gab es Initiativen von Bürgern oder von Behörden, die sich bei ihren Maßnahmen auf Bürgerappelle beriefen, „Zigeuner“ entweder zu verdrängen oder sie unter polizeiliche Bewachung zu stellen. In Köln, wo während der Weltwirtschaftskrise zahlreiche „wilde Siedlungen“ häufig in Gestalt von Wohnwagenstellplätzen entstanden waren, schlug 1929 die Polizei einen Zigeunersammelplatz vor. Damit sei der „allgemeinen Unsicherheit und Verunstaltung des Straßenbilds“ zu begegnen. Im preußischen Frankfurt am Main richtete die Stadt auf sozialdemokratische Initiative hin ein „Konzentrationslager“ für „Zigeuner“ ein. Der Begriff war bis dahin im deutschen politischen Sprachgebrauch Lagern für abzuschiebende „Ostjuden“ vorbehalten gewesen.
Die rassistische Neudefinition der Minderheit überschnitt sich mit der überkommenen soziografischen Definition: einerseits wurde „rassisch“ zwischen angeblich nichtdeutschen „Zigeunern“ und deutschen Landfahrern unterschieden, andererseits wurden nur Fallgruppen mit dem kulturellen Merkmal einer „fahrenden“ Lebensweise, das die ortsfest Lebenden nicht weiter aufwiesen, dem Ausschluss unterworfen. Eine Unterscheidung zugunsten oder zulasten dieser oder jener Subgruppe der Romaethnie trafen weder die Behörden noch das dominanzgesellschaftliche Vorurteil. Sie unterschieden grundsätzlich nicht. „Zigeuner“, soweit sie augenscheinlich „nomadisierend“ dem antiziganistischen Stereotyp entsprachen, waren unbeachtlich ihrer Selbstwahrnehmung alle unterschiedslos unerwünscht.

### Nationalsozialismus

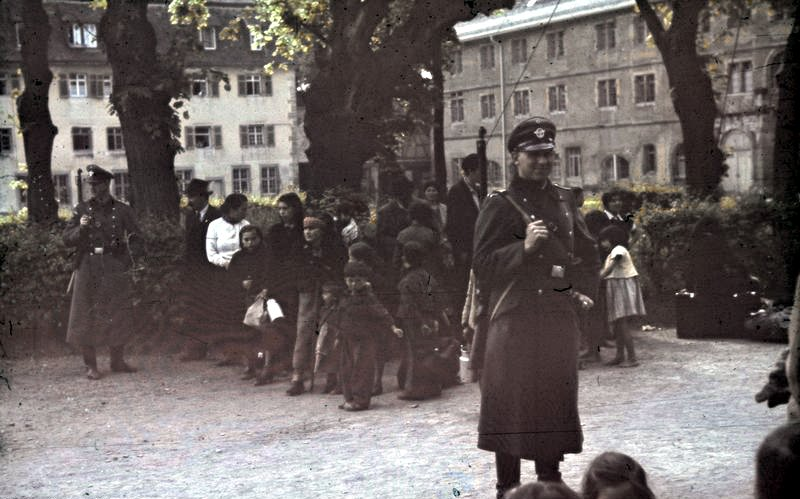
Deportation von südwestdeutschen Angehörigen der Minderheit in Asperg, 22. Mai 1940 (Foto der RHF)

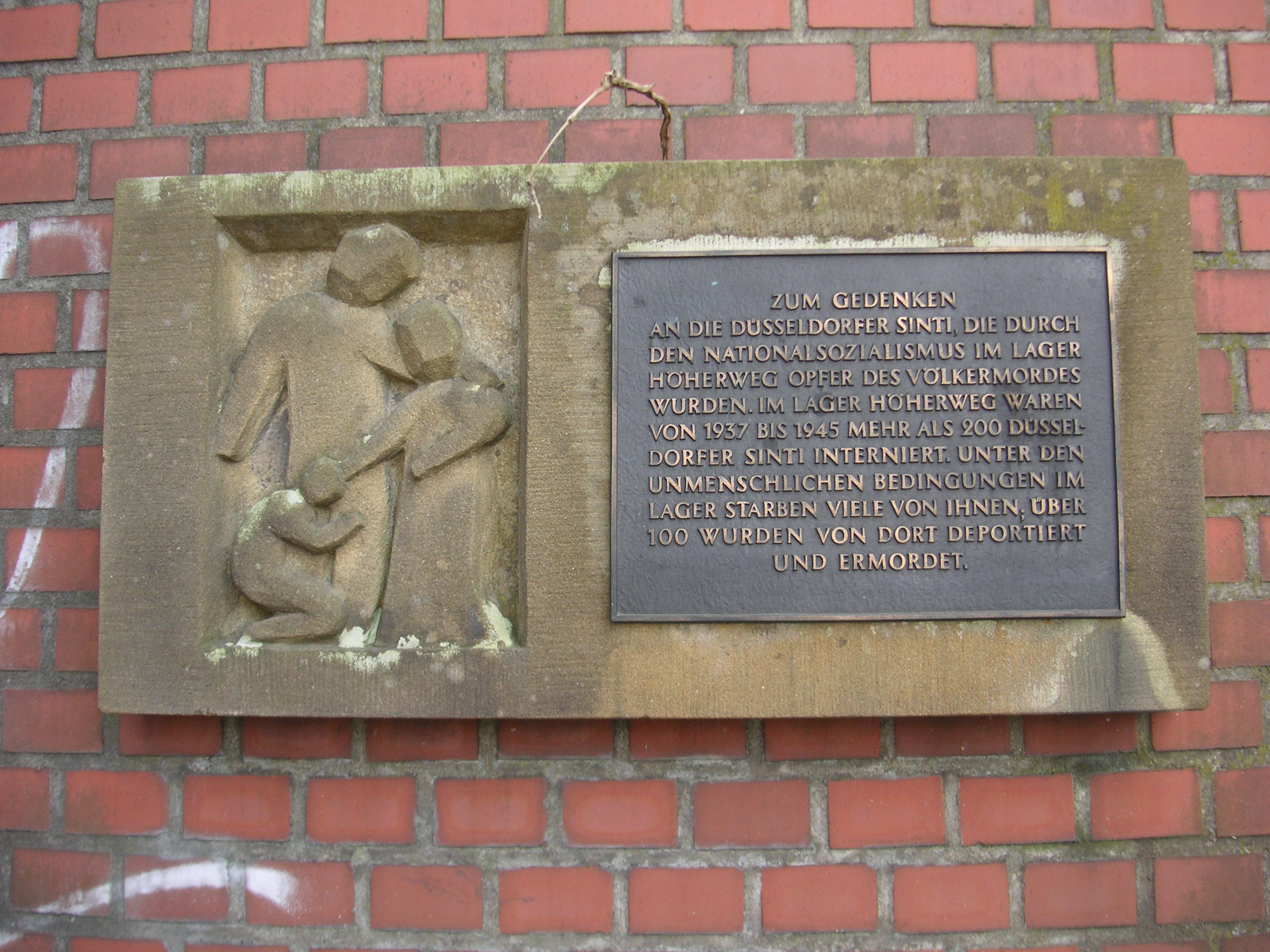
Gedenktafel für ermordete Sinti des Lagers Höherweg in Düsseldorf-Lierenfeld

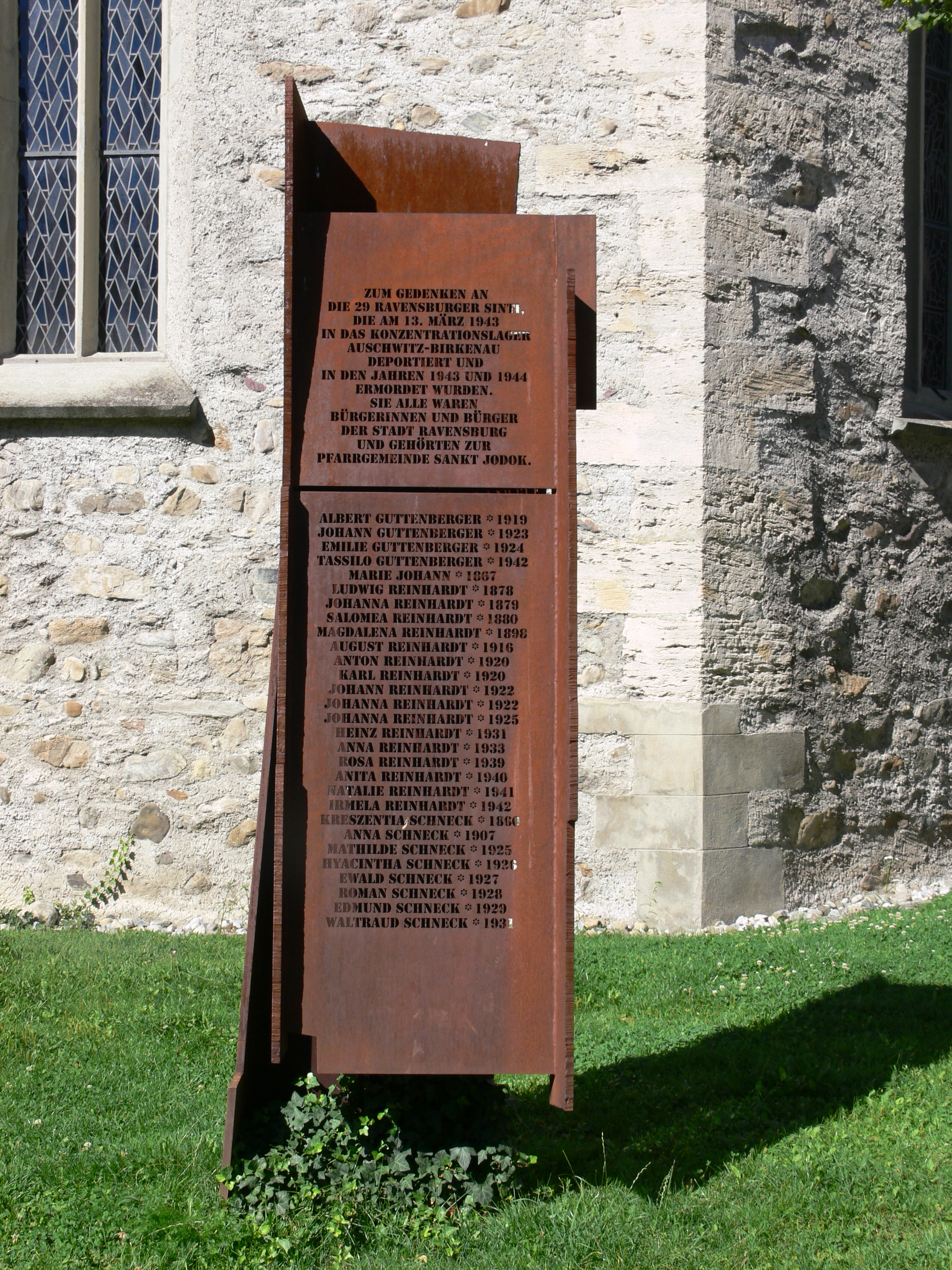
Ravensburg, Mahnmal zum Gedenken an 29 in Auschwitz ermordete Sinti aus Ravensburg

Die staatlichen antiziganistischen Normen und Praktiken der vornationalsozialistischen Zeit wurden im Nationalsozialismus zunächst fortgeführt. Dann wurden sie schrittweise verschärft und ausgeweitet. Dabei spielten Initiativen von der unteren Ebene der staatlichen Hierarchie eine wesentliche Rolle. Die Maßnahmen richteten sich wie zuvor generell gegen deutsche und nichtdeutsche Roma und Sinti. Alle „Zigeuner“ wurden sowohl aus „rassehygienischen“ als auch aus ethnisch-rassistischen Motiven verfolgt. Das Etikett stufte die davon Betroffenen als zugleich kollektiv „asozial“ und „fremdrassig“ ein. Ab 1936 wurde den Sinti-Kindern in Nazideutschland eine Schulbildung verwehrt.  Die Einstufung zog eine rassische bzw. völkische Scheidelinie zwischen „Zigeunern“, nämlich „Vollzigeunern“ und „Zigeunermischlingen“, auf der einen und einer Vielzahl von vor allem subproletarischen Sozialgruppen „deutschblütiger Asozialer“ auf der anderen Seite.
Die Mitarbeiter der Rassenhygienischen und bevölkerungsbiologischen Forschungsstelle im Reichsgesundheitsamt entwickelten ein detailliertes System der genetisch-genealogischen Qualifizierung als „Zigeuner“ bzw. als „Nicht-Zigeuner“. Jeden einzelnen der von ihnen erfassten kategorisierten sie nach seinen angeblichen „Blutsanteilen“. So schufen sie die Voraussetzungen für eine Regelung der Zigeunerfrage aus dem Wesen dieser Rasse heraus – so der Runderlass Himmlers vom 8. Dezember 1938 – als der entscheidenden Weichenstellung in Richtung des Genozids (siehe Porajmos). Am 16. Dezember 1942 und nach dem weitgehenden Abschluss der Arbeiten an einem „Zigeunersippenarchiv“ ordnete Himmler dann mit dem Auschwitz-Erlass an, „Zigeunermischlinge, Rom-Zigeuner und nicht deutschblütige Angehörige zigeunerischer Sippen balkanischer Herkunft“ in das Vernichtungslager Auschwitz-Birkenau zu deportieren.
Während „Nicht-Zigeuner“, d. h. „deutschblütige Asoziale“, nicht zu den Fallgruppen gehörten, die der Auschwitz-Erlass als zu deportieren nannte, sollten nach den Ausführungsbestimmungen vom 29. Januar 1943 „reinrassige“ Sinti und Lalleri oder „im zigeunerischen Sinne gute Mischlinge“ dieser beiden Gruppen von der Umsetzung des Erlasses laut dessen Ausnahmebestimmungen ausgenommen sein. Die Zahl der Verschonten war „verschwindend gering“. Sie betrug „weniger als ein Prozent“ der rund 30.000 bei Kriegsbeginn im Deutschen Reich lebenden „Zigeuner“.
Die im Elsass lebenden Sinti wurden nach der Besetzung des Elsass nach Innerfrankreich ausgewiesen, soweit sie dorthin nicht bereits geflüchtet waren. Diejenigen, die sich nach der Kapitulation Frankreichs in der Vichy-Zone aufhielten, wurden in einem Lager im Département Pyrénées-Orientales interniert. Soweit sie im besetzten Frankreich einer Internierung in einem der von den französischen Behörden einzurichtenden Lager unterlagen, verschlechterten sich zwar ihre Lebensbedingungen. Da Erfassung und Internierung jedoch in französischen Händen lag, nomades und ähnliche Gruppen nicht nach rassepolitischen Kriterien unterschieden und kategorisiert wurden und keine eliminatorischen Zielsetzungen bestanden, überlebten sie die NS-Besatzung zum größten Teil. Über 25.000 Roma aus elf Ländern Europas, ganz überwiegend aber aus Deutschland und Österreich und mehrheitlich Sinti, wurden nach Auschwitz deportiert, mindestens 17.000 von ihnen dort ermordet. „Insgesamt wurden an die 15.000 Menschen aus Deutschland zwischen 1938 und 1945 als ‚Zigeuner‘ oder ‚Zigeunermischlinge‘ umgebracht“, davon etwa 10.500 in Auschwitz-Birkenau.

## Gegenwart
In Deutschland leben bis zu 60.000 Sinti deutscher Staatsbürgerschaft als Nachfahren der historischen Zuwanderung vor 600 Jahren. Bereits 1982 stellte die Bundesregierung fest, dass sie „entgegen der landläufigen Meinung (…) fast alle seßhaft“ seien.
Als Spitzenvertretung der Minderheit findet der 1982 in der Nachfolge des Verbands Deutscher Sinti gegründete Zentralrat Deutscher Sinti und Roma mit Sitz in Heidelberg allgemeine Anerkennung. Sein langjähriger Vorsitzender Romani Rose war einer der führenden Aktivisten der Bürgerrechtsbewegung der 1970er und 1980er Jahre und ist seit 1982 Vorsitzender des Zentralrats Deutscher Sinti und Roma. Im Zentralrat sind neun Landesverbände und weitere regionale Mitgliedsverbände zusammengeschlossen.
Kleinere Gruppen der Minderheit schlossen sich in der früher im Rheinland (Sitz in Köln), jetzt in Niedersachsen (Sitz in Göttingen) beheimateten Sinti Allianz Deutschland und in der Rom und Cinti Union (Hamburg) zusammen, die jeweils vor allem regionale Bedeutung haben und sie mit den Regionalorganisationen des Zentralrats teilen. Der Landesverein der Sinti in Hamburg vertritt eine deutlich weniger abgrenzende Haltung gegenüber der Mehrheitsbevölkerung und -gesellschaft als die Sinti Allianz, neben der ebenfalls abseits des Zentralrats Deutscher Sinti und Roma auch der Niedersächsische Verband Deutscher Sinti e. V. Sinti-Interessen vertritt.
Die Sprache der Sinti wird als Sintitikes, gelegentlich als Sintikanes/Sintikenes und als sintengeri tschib (Sprache der Sinti) bezeichnet. Es handelt sich dabei um eine exklusive Sprache, also um keine Untersprache der Roma. Zum Beispiel können sich rumänische Sinti zwar mit deutschen Sinti in ihrer jeweils eigenen Sprache unterhalten, aber deutsche Sinti mit deutschen Roma nicht, ebenso wenig rumänische Sinti mit rumänischen Roma oder slowenische Sinti mit slowenischen Roma.
Aktuelle Untersuchungen zur sozialen Lage der Sinti liegen nicht vor. Solche entstanden in den 1980er Jahren. Sinti standen im Fokus, aber aus dem Blick fielen all jene, die Wert darauf legten, als „Zigeuner“ unbekannt zu sein und zu bleiben. Ohne Aufmerksamkeit blieben daneben als Fallgruppen erstens die unerkannt lebenden „Gastarbeiter-Roma“ aus Spanien oder Jugoslawien und zweitens später dann die Angehörigen osteuropäischer Romagruppen, wie sie seit dem Systemwechsel und den daraus hervorgehenden sozialen Notlagen und Kriegen u. a. nach Deutschland migrierten. Die Untersuchungen der 1980er Jahre verorteten Sinti in einer ökonomischen, sozialen und bildungsmäßigen Randlage. Eine Studie von 2001 kam im Rückblick zu dem Schluss, dass ausweislich dieser Untersuchungen damals und „bis heute ein im Verhältnis zum Bevölkerungsdurchschnitt größerer Teil der Sinti und der Jenischen in Armut“ gelebt habe und weiter lebe. Die „aggressive Vertreibungspolitik“ seit den späten 1940er Jahren „sowie die ängstliche Kontroll- und Bewährungspolitik“ der 1960er Jahre hätten sie „sozial und ökonomisch ausgegrenzt“. Sie hätten weiterhin geringere Chancen auf dem Arbeitsmarkt, beim sozialen Status, bei der Schulbildung und bei der Beteiligung an politischen Entscheidungsprozessen.
Eine 2011 publizierte Untersuchung zur Bildungssituation „deutscher Sinti und Roma“, die sich real allein auf Sinti in der eingeschränkten Definition der deutschen Dachverbände, also auf Gruppenangehörige mit deutscher Staatsbürgerschaft und „autochthoner“ Herkunft bezieht, Roma anderer Provenienz aber ausschließt, stellt überdurchschnittliche Anteile bei der Nicht-Beschulung, beim Besuch von Förderschulen und beim Fehlen einer beruflichen Ausbildung fest. Vielfach sei „die Alphabetisierung als ausreichende formelle Bildung“ angesehen worden. Es existierten auch „Ängste um die eigenen Kinder, wenn diese sich in der Mehrheit bewegen.“ Alexander von Plato, Mitautor und wissenschaftlicher Begleiter der Studie, erklärte dazu: „durch die NS-Politik kam es zum Bildungsbruch.“ Es habe ein allgemeines Schulverbot für „Zigeuner“ gegeben und nur ein kleiner Teil der Minderheit habe überhaupt überlebt. Gleichzeitig hält die Studie fest, es sei „vor allem in der dritten Generation [nach dem Ende des Nationalsozialismus] eine zunehmende Unterstützung bei den Bildungsbemühungen durch die Familie zu beobachten, verbunden mit einem höheren Schulbildungsgrad der Elterngeneration.“ Experten sehen einen Rückstand gegenüber in Deutschland lebenden osteuropäischen Roma, der mit den vormaligen Ausbildungschancen und Aufstiegsmöglichkeiten „in den früheren sozialistischen Staaten zu tun“ habe.
In der nach wie vor bestehenden Mangelsituation vor allem der Eltern- und Großelterngeneration liegt eine Differenz zu den entsprechenden Altersgruppen osteuropäischer Migranten-Roma, die bis zum Systemwechsel zum Beginn der 1990er Jahre über vergleichsweise gute Bildungschancen verfügten. Inzwischen schließt die Differenz sich, weil viele osteuropäische Roma – wie generell Angehörige der sozialen Unterschichten – seither ebenfalls in ihren ökonomischen, sozialen und Bildungschancen stark beeinträchtigt werden.

## Rechtliche und staatlich-politische Anerkennung
Eine separate Anerkennung der Sinti als Minderheit abseits der Roma gibt es nicht, obwohl zahlreiche historische Evidenz dafür spricht, Sinti als eigenständige Volksgruppe separat gleichwertig neben Roma anzuerkennen. Allein unter den Sinti existieren unterschiedliche Sinti-Gruppen und Sprachdialekte und die Sinti-Geschichte kann sich unabhängig von den Roma zurück rekonstruieren.

### Deutschland
Seit 1997 sind mit der Ratifizierung des Rahmenübereinkommens des Europarats zum Schutz nationaler Minderheiten durch die Bundesrepublik Deutschland neben Dänen, Friesen und Sorben „die deutschen Sinti und Roma“, soweit „seit Jahrhunderten traditionell heimisch“ und auch im Besitz der deutschen Staatsbürgerschaft, als „nationale Minderheit“ anerkannt. Die Minderheitssprachen (sowie die Regionalsprache Niederdeutsch), somit auch das Romanes, sind nach der Europäischen Charta der Regional- und Minderheitensprachen von 1998 geschützt. Nicht einbezogen in den Nationalitätenschutz wurden demnach die osteuropäischen Roma-Immigranten der 1950er Jahre, die seit den 1960er Jahren heimisch gewordenen südost- und südeuropäischen „Gastarbeiter-Roma“ sowie die seit den 1990er Jahren als Kriegs- und Armutsflüchtlinge zugewanderten osteuropäischen Roma, wiewohl viele von ihnen ebenfalls seit langem oder seit Geburt in der Bundesrepublik beheimatet und deutsche Staatsbürger sind.
2005 schlossen das Land Rheinland-Pfalz und der Verband Deutscher Sinti und Roma Landesverband Rheinland-Pfalz e. V. eine Rahmenvereinbarung. 2012 folgte die Freie Hansestadt Bremen ebenfalls mit einer Rahmenvereinbarung mit dem Verband Deutscher Sinti und Roma, Landesverband Bremen e. V. Seit 2012 sind der Schutz und die Förderung der Angehörigen der nationalen Minderheit in die Landesverfassung von Schleswig-Holstein aufgenommen. Seit 2013 regelt ein Staatsvertrag die Beziehungen zwischen dem Land Baden-Württemberg und den dort lebenden Angehörigen der nationalen Minderheit. Ein „Rat für die Angelegenheiten der deutschen Sinti und Roma“ wurde etabliert.

### Österreich
Die österreichischen Sinti sind als Teil der Roma nach dem Volksgruppengesetz als Minderheit anerkannt,  und Roman(es) ist anerkannte Minderheitensprache in Österreich.
Sie waren vom späteren 18. Jahrhundert, hauptsächlich aber um 1900, aus dem damals noch österreichischen Böhmen und Mähren, vereinzelt auch aus Süddeutschland, zugewandert, und wurden wie die Roma schwer vom NS-Genozid getroffen. Eine Zahl der in Österreich lebenden Sinti ist nicht bekannt. Sie gelten heute als gut integriert, aber abgekapselt. Die österreichischen Sinti hatten Vorbehalte, unter dem Sammelbegriff „Roma“ rechtlich anerkannt zu werden, anfangs wurden Vereinen, die die Bezeichnung Sinti im Namen führten, gerichtliche Schritte angedroht. Heute bezeichnet sich die im Kulturverein Österreichischer Roma organisierte Volksgruppe als (österreichische) Roma oder Roma und Sinti.

### Schweiz
1998 trat die Schweiz dem Europäischen Rahmenübereinkommen zum Schutz nationaler Minderheiten bei. Das betraf „die traditionellen sprachlichen Minderheiten“ (die deutsch-, französisch-, italienisch- und rätoromanischsprachige Bevölkerung) als auch „die jüdische Gemeinschaft und die Fahrenden“. Voraussetzung einer Anerkennung der Zugehörigkeit zur Minderheit der „Fahrenden“ sind die „schweizerische Staatsangehörigkeit“ und die „Pflege seit langem bestehender, fester und dauerhafter Bindungen zur Schweiz“. Gemeint sind gemeinschaftlich die beiden Teilgruppen der Sinti und der Jenischen. Eine reale Erwerbs- und Lebensweise, die sich als „fahrend“ bezeichnen ließe, ist keine Bedingung einer Aufnahme in diese Minderheitenkategorie. Zumindest die Teilgruppe der Jenischen geht auch ganz überwiegend keinen reisenden Erwerbsweisen als etwa Marktbeschicker oder reisender Schausteller nach und lebt seit Generationen ortsgebunden. Zu Sinti liegen zwar entsprechende Angaben nicht vor, aber es ist kein Anlass anzunehmen, dass Schweizer Sinti anders als ihre europäischen Nachbarn lebten, also als „Fahrendes Volk“. Das Jenische ist als eigenständiger „'Soziolekt', als Sondersprache oder auch als Sonderwortschatz“ geschützt, das Romanes der Sinti dagegen nicht. Roma, die in den vergangenen Jahrzehnten aus anderen europäischen Staaten in die Schweiz migrierten, sind ungeachtet einer Schweizer Staatsbürgerschaft nicht in die nationale Minderheit einbezogen.

## Kultur
Sinti in Deutschland fühlen sich „mit den Regionalkulturen“ der Räume, in denen sie seit Generationen beheimatet sind, „stark verbunden“. Traditionelle spezifische Besonderheiten sind neben der Sprache Romanes z. T. umfassendere Formen der familiären Organisation noch über die „zusammenhängende Drei-Generationen-Familie“ hinaus, wie sie anders als bei Sinti inzwischen in der eingesessenen Umgebungsgesellschaft nur mehr einen Restbestand darstellt. „Familiengeschichte, Gruppenregeln und Abgrenzung gegenüber anderen Familienverbänden“ halten diese großfamiliären Teilgruppen mit jeweils „starker regionaler Bindung“ zusammen. Reinhold Lagrene, Sinto, spricht von einer besonderen „Achtung gegenüber alten Menschen“, die „bis heute selbstverständlich“ sei.
Nach wie vor gibt es unter traditionalistisch orientierten Sinti, wie sie sich zum Beispiel in der „Sinti-Allianz“ finden, interne Formen der Normierung und Konfliktregelung, traditionelle Meidungsregeln und Umgangsgebote. „In geschwächter Form“ ist hier „die Institution des Rechtsprechers“ einzuordnen. Dazu gehört, dass alles, was mit Tod und Blut zu tun habe, „unrein“ sei.  Daraus ergibt sich ein Verbot, Arzt oder Krankenschwester zu werden. Nur der Vater zählt, beispielsweise ist der Vater Sinto und die Mutter keine Sinteza, ist man Sinto und umgekehrt natürlich genauso. Frauen hätten sich im Beisein besonders von älteren Männern und in der Öffentlichkeit zurückzuhalten. Alle aber hätten Älteren und „Respektspersonen“ eine besondere Ehrerbietung zu erweisen. Dieser Traditionalismus ist innerhalb der Sinti-Community umstritten. Welche Bedeutung ihm heute noch in der Lebenspraxis der Angehörigen der Minderheit zukommt, ist nicht zu sagen.
Offenkundig hat er Gemeinsamkeiten mit dem in der europäischen Dominanzgesellschaft lange vorherrschenden und bis heute – nicht selten noch sehr ausgeprägt – vorhandenen Patriarchalismus und konfessioneller, nationaler, regionaler oder sozialer Abgrenzung, wie an der Verurteilung von „Mischehen“ erkennbar. Wie viel Zustimmung er innerhalb der Minderheit heute noch findet, ist unbekannt. Katrin Reemtsma betont dazu, dass die Voraussetzungen zur Bewahrung und Fortführung traditioneller kultureller Formen noch ungünstiger seien als in den umgebungsgesellschaftlichen regionalen und sozialspezifischen Kulturen. Nicht allein die allgemeinen sozioökonomischen Veränderungen, sondern vor allem „die Verfolgung während des Nationalsozialismus zerstörten die traditionellen Lebensgrundlagen und sozialen Strukturen der meisten Familien. Die Mehrheit der alten Menschen, Vermittler der Kultur und Wahrer über die Einhaltung der sozialen Normen war umgebracht worden.“
Deutsche Sinti waren ursprünglich mehrheitlich katholisch, eine Minderheit evangelisch. Mittlerweile ist in Deutschland die Zahl der Sinti in der katholischen Kirche rückläufig, während die Pfingstbewegung und andere evangelischen Freikirchen einen starken Zulauf verzeichnen. Daneben gibt es spezifische Formen des Volksglaubens wie zum Beispiel die Vorstellung vom „schwarzen und den weißen Mulo“ (Totengeister, Tote) und eine speziell ausgeprägte Ahnenverehrung, wie es auch in den regionalen Mehrheitskulturen dissidente Formen des Volksglaubens gibt.
Heute nennen Sinti vor allem drei Themenfelder als charakteristisch für Sinti-Kultur: ihre Sprache, im Zusammenhang damit die Kultur der oralen Überlieferung und Erzählkunst und die Musik, die sich über ein weites Spektrum von Varianten verteilt und vor allem hörerorientiert gemacht wird, also keine eigentümlichen „ethnischen“ Merkmale aufweist. Was die Sprache betrifft, geht Reinhold Lagrene von einer „ausgeprägte(n) Tradition und Volkskultur im Geschichtenerzählen“ aus. Die mündliche Überlieferung sei zwar keine Besonderheit, aber Sinti hätten sie „möglicherweise stärker als die Mehrheitsbevölkerung bis heute bewahrt“. Zugleich hält Reinhold Lagrene fest, dass „anders als bei den Roma in anderen europäischen Ländern … die bisherige Haltung der deutschen Sinti einer Verschriftlichung ihrer Sprache gegenüber überwiegend ablehnend“ sei. Der Zentralrat als Dachorganisation respektiere das. Gleichwohl müsse das Bewusstsein innerhalb der Minderheit für die Bedeutung der Sprache doch gestärkt werden, wenn sie fortbestehen solle. Ein Beleg dafür, dass nicht alle Sinti in gleicher Weise traditionellen Meidungsgeboten verhaftet sind, ist die von der Romanes-Arbeit-Marburg e. V., zu der auch Sinti gehören, erarbeitete Übersetzung des Neuen Testaments in das deutsche Romanes. Zu den kulturellen Leistungen von Angehörigen der Minderheit gehören Beiträge zur Allgemeinkultur. Eine größere Zahl von Sinti ist mit herausragenden Beiträgen zur Musik hervorgetreten, so zum Beispiel der Manouche Django Reinhardt zum Swing und der elsässische Manouche Biréli Lagrène zum modernen Jazz, zu lateinamerikanischer Musik und zur Klassik. Eine Größe der deutschen Populärmusik ist Marianne Rosenberg. Ihr Vater Otto Rosenberg und ihre Schwester Petra Rosenberg sind aus der Bürgerrechtsbewegung bekannt.
Einige Sinti-Familien verbindet eine lange Zugehörigkeit mit dem reisenden Unterhaltungsgewerbe. Manches Zirkus-Unternehmen und manche Familie von Hochseilartisten hat Sinti-Herkunft oder ist mit Angehörigen der Minderheit verwandtschaftlich eng verbunden.